# Aspiduchus borinquen
Aspiduchus borinquen är en kackerlacksart som beskrevs av Rehn, J. W. H. 1951. Aspiduchus borinquen ingår i släktet Aspiduchus och familjen jättekackerlackor.
Artens utbredningsområde är Puerto Rico. Inga underarter finns listade.